# SŽD-Baureihe ГР
Die Lokomotiven der Baureihe ГР (deutsche Transkription GR) der Sowjetischen Eisenbahnen (SŽD) waren schmalspurige Dampflokomotiven. Der Prototyp dieser Baureihe gelangte mit der Nummer 99 1401 zur Deutschen Reichsbahn.

## Baureihe ГР der SŽD
Im Rahmen der Reparationsentnahmen in der Sowjetischen Besatzungszone Deutschlands nutzte die Sowjetunion das Werk Potsdam-Babelsberg der Maschinenbau- und Bahnbedarf AG, vormals Orenstein & Koppel, später als VEB Lokomotivbau Karl Marx Babelsberg bezeichnet, für den Bau von Schmalspurdampflokomotiven. Sie erhielten entsprechend ihrer Herkunft die Baureihenbezeichnung ГР als Abkürzung für Germanskaja reparazja (Германская репараця).
Da die Lokomotiven auch zum Einsatz bei Waldbahnen bestimmt waren, waren sie für Holzfeuerung ausgerüstet. Angetrieben wurde die vierte Achse. Die zweite und dritte Achse waren seitlich beweglich gelagert.
1947 wurde ein Prototyp unter der Nummer ГР-001 gefertigt, er verblieb in der Sowjetischen Besatzungszone (siehe unten). Noch 1947 begann der Bau der Serie mit der Nummer ГР-002, eine weitere Lokomotive mit der Nummer ГР-001 wurde 1948 unter derselben Fabriknummer wie der des Prototyps nachgebaut. Bis 1951 wurden für die Sowjetunion 349 ГР gebaut (Nummern ГР-001 bis 352 mit einer Lücke, wahrscheinlich ГР-204 bis 206). Die Lokomotiven kamen sowohl bei dem Verkehrsministerium (Ministerstwo putej soobschtschenija, MPS) unterstehenden Bahnen als auch bei Wald- und Industriebahnen zum Einsatz. 1953 wurden 62 weitere Lokomotiven der Baureihe ГР gebaut, die allerdings alle zu Industriebahnen gelangten und dort individuell nummeriert wurden. 1956 wurden noch die ГР-415 bis 420 gebaut, so dass insgesamt 417 ГР in die Sowjetunion geliefert wurden.
Der größte Teil der Baureihe ГР wurde Mitte der 1970er Jahre entbehrlich. Bei einzelnen Industriebahnen bleiben sie bis Anfang der 1980er Jahre im Einsatz. Ein Teil der überzähligen ГР gelangte noch bei Kindereisenbahnen zum Einsatz. Einige Lokomotiven sind als Denkmäler oder Museumslokomotiven erhalten geblieben.

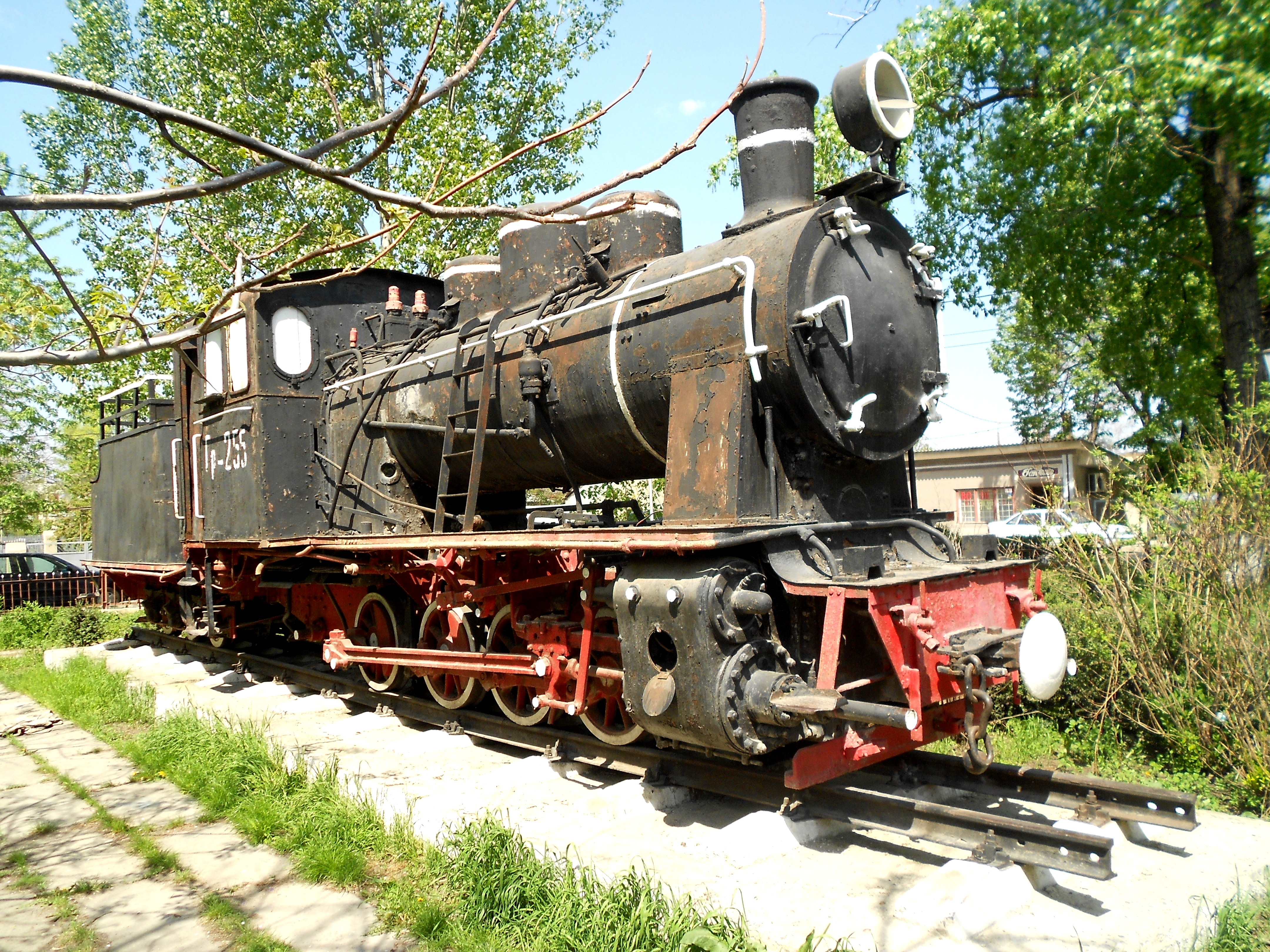
ГР-255 als Denkmal in Bălți, Moldawien
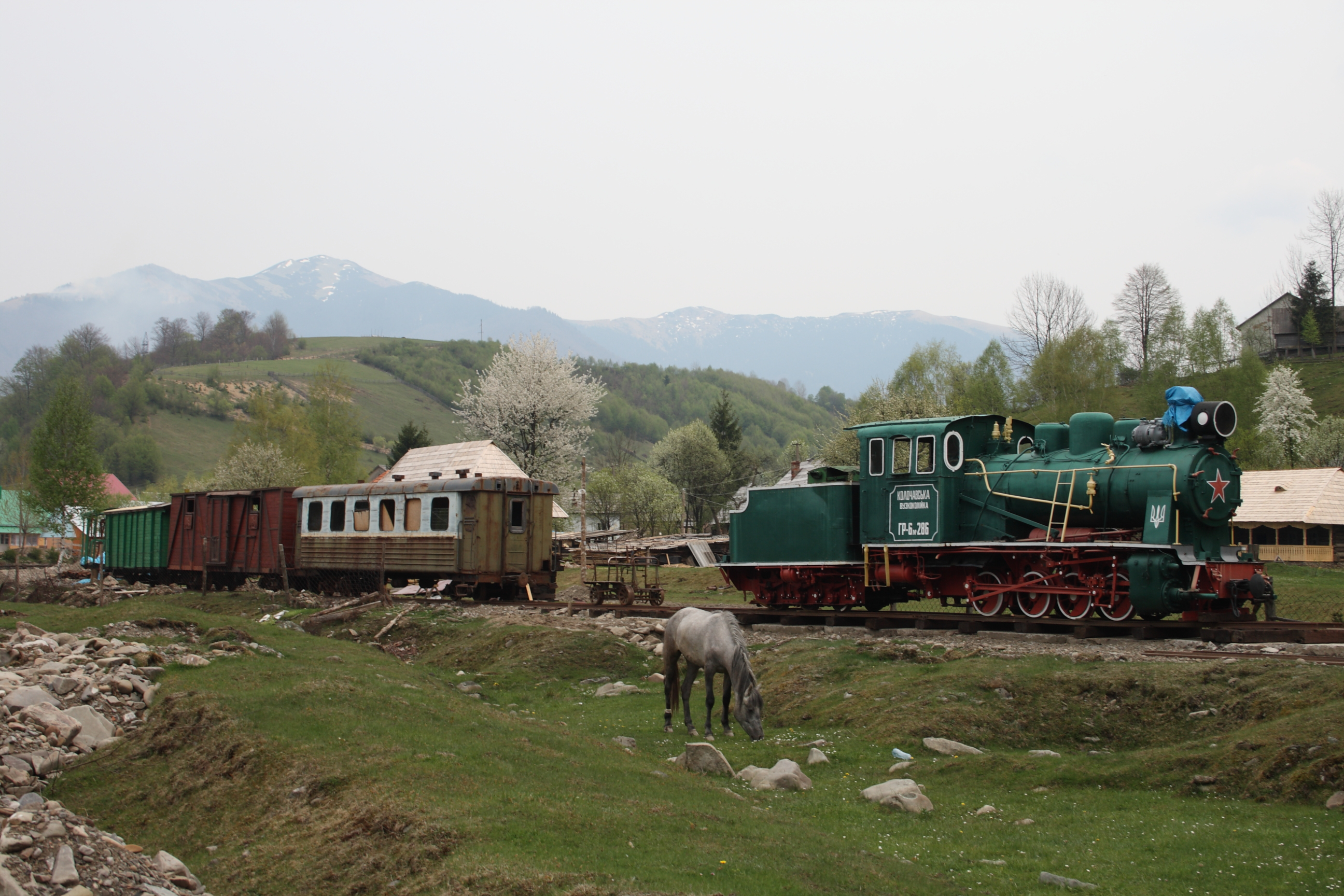
Dampflok ГР-286 in Kolochava, Ukraine
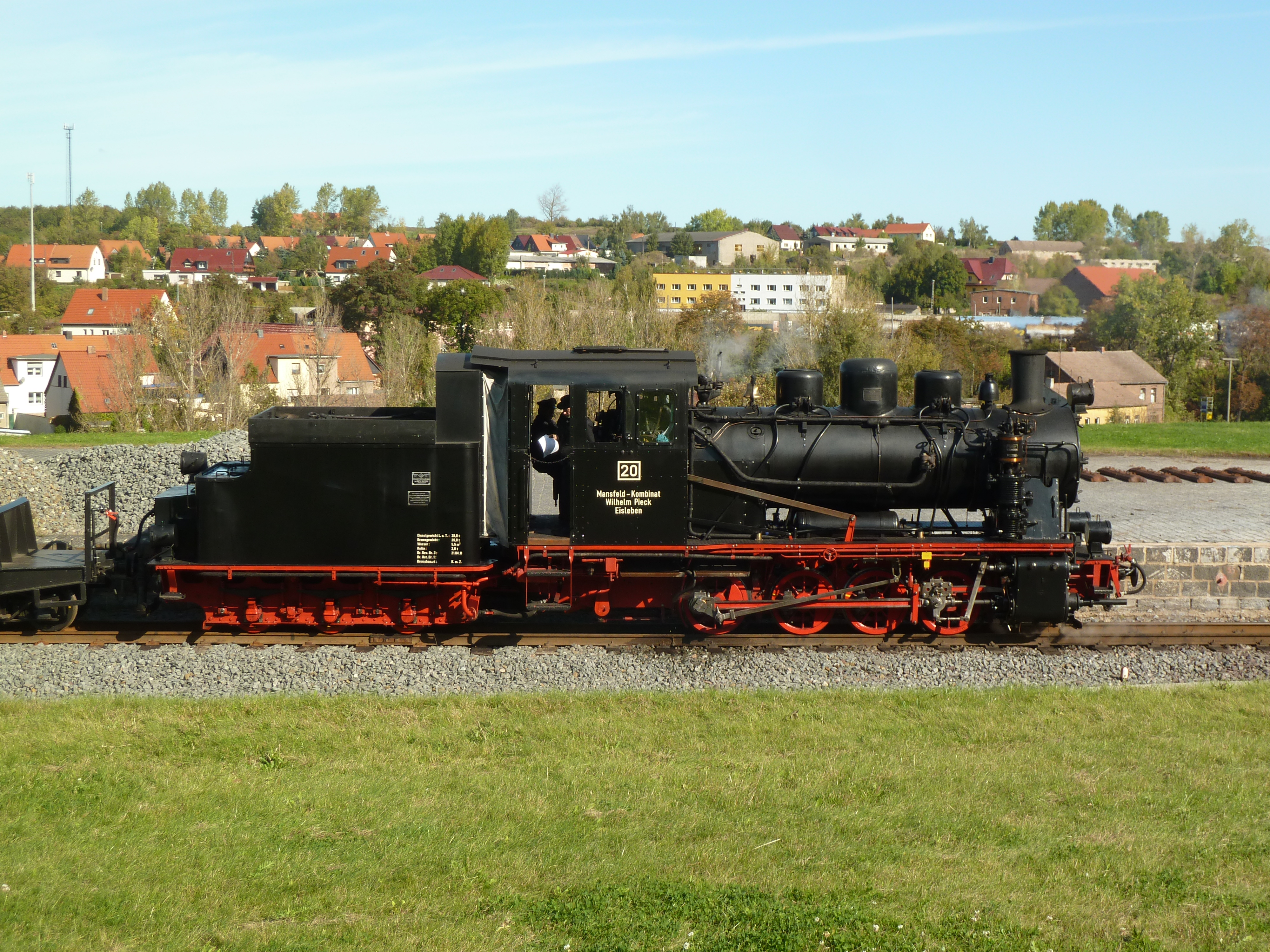
ГР-320 als MBB 20II in Hettstedt

## 99 1401 der DR
Der Prototyp ГР-001 wurde am 30. April 1947 fertiggestellt und vom 15. September bis zum 20. Oktober auf der Weißeritztalbahn einer umfassenden Erprobung unterzogen. Anschließend wurde die ГР-001 der als Schmalspurbahn wieder in Betrieb genommenen Strecke Glöwen–Havelberg zugeteilt und wahrscheinlich bereits zu diesem Zeitpunkt von Holz- auf Kohlefeuerung umgebaut. Nach deren Übernahme durch die DR wurde die ГР-001 zur ehemaligen Prignitzer Eisenbahn AG nach Perleberg umgesetzt. 1950 erhielt sie die Betriebsnummer 99 1401. Am 30. Januar 1968 wurde sie ausgemustert.

## Mansfelder Bergwerksbahn 19 und 20
Die Mansfelder Bergwerksbahn erhielt 1954 ab Werk zwei Lokomotiven der Bauart GR und reihte sie unter den Nummern 19 und 20 ein. Sie wurden 1969 ausgemustert und verschrottet. Die heute beim Verein Mansfelder Bergwerksbahn e. V. (MBB e. V.) vorhandene Lok 20II ist die ehemalige ГР-320, die vom estnischen Eisenbahnmuseum Lavassaare gekauft wurde. Dort ist eine weitere Lokomotive dieser Baureihe vorhanden.

## SIA „Gulbenes–Alūksnes bānītis“
Die lettische Gesellschaft SIA „Gulbenes–Alūksnes bānītis“ setzt die aufgearbeitete GR-319 für ihren Museumsbetrieb ein.

## Kindereisenbahnen
Einige Kindereisenbahnen, zum Beispiel die Kindereisenbahn Chaschuri, besaßen Gr. Betriebsfähige Exemplare sind aber selten. Ein Beispiel ist die Gr-336 der Kindereisenbahn Kiew.